# Fabryka Portland Cementu Bernarda Libana
Fabryka Portland Cementu Bernarda Libana – zakład przemysłowy powstały w latach 80. XIX w. na terenie Bonarki (obecnie część krakowskiej dzielnicy XI Podgórze Duchackie). Cementownia działała do 1930 r. Po drugiej wojnie światowej pozostawione obiekty zagospodarowano na cele powstałej Fabryki Supertomasyny „Bonarka”. 